# District de Tsangano
Le district de Tsangano est une subdivision administrative de la province de Tete au nord du Mozambique. En 2007, sa population est de 171 686 habitants.

## Source de la traduction
- (pt) Cet article est partiellement ou en totalité issu de l’article de Wikipédia en portugais intitulé « Tsangano (distrito) » (voir la liste des auteurs).